# Rinfreschi
I fratelli Francesco, Domenico e Pietro Marinaro, detti Rinfreschi (Cortale, San Vito sullo Ionio – 28 ottobre 1810; fl. XVIII-XIX secolo) furono dei briganti italiani. Noti per la loro particolare efferatezza, furono circondati dagli uomini dell'aiutante generale Giuseppe Iannelli nel villaggio di San Vito e vi perirono insieme ai fratelli Penna.

## Biografia
I fratelli Francesco, Domenico e Pietro Marinaro, detti "Rinfreschi", nacquero a Cortale da una famiglia civile. Nel 1806, in occasione dell'ascesa al trono dei re Napoleonidi, si unirono ai quattro fratelli Penna e a trenta altri briganti e formarono una banda che fu soprannominata "la terribile" e fu particolarmente efferata e crudele. A titolo di esempio, essendo stato ucciso un loro compagno dalla guardia civica Antonio Bilotta, catturarono il vecchio padre di Antonio Bilotta e lo legarono al cadavere del loro compagno e lo lasciarono morire in quel modo. Assai spesso con minacce estorsero denaro a persone oneste e proibirono i lavori in campagna; inoltre, mutilarono e uccisero molte persone oneste.
La banda, per ordine dell'aiutante generale Giuseppe Iannelli, fu circondata il 28 ottobre 1810 nel villaggio di San Vito dove morirono tutti i fratelli Penna e i loro "terribili" compagni. Francesco Marinaro alla sua morte aveva l'età di 28 anni, Domenico 27 anni e Pietro 24 anni.